# ادوار-ژرار بالبیانی
ادوار-ژرار بالبیانی (فرانسوی: Édouard-Gérard Balbiani‎؛ ‏ ۳۱ ژوئیهٔ ۱۸۲۳ – ۲۵ ژوئیهٔ ۱۸۹۹) رویان‌شناس اهل فرانسه بود که در پورتو پرنس هائیتی به‌دنیا آمد.
او در فرانکفورت و پاریس تحصیل کرد. در پاریس، او علوم طبیعی را زیر نظر جانورشناس فرانسوی، آنری ماری دوکروته دو بلنویل (۱۷۷۷–۱۸۵۰) فرا گرفت. تو در سال ۱۸۷۴ استاد رویان‌شناسی در کالج فرانسه شد و تا زمان مرگش در سال ۱۸۹۹ در آنجا ماند.
بالبیانی به دلیل مشارکت‌های علمی‌اش در زمینهٔ میکروب‌شناسی و همچنین مطالعاتش در رویان‌شناسی شهرت دارد. او با کشف رشد اندام جنسی در مگس‌ریزهٔ کیرونوموس که در نهایت منجر به نظریه عمومی در مورد خودمختاری سلول‌های زایا شد. همچنین، او پژوهش‌های زیست‌شناختی جامعی در مورد عادات جنسی شته مو انجام داد. او با همکاری کالبدشناس فرانسوی لویی آنتوان رانویه (۱۸۳۵–۱۹۲۲)، او «بایگانی کالبدشناسی میکروسکوپی» را بنیان نهاد کرد.
در سال ۱۸۸۴، دخترش لوره بالبیانی با روان‌شناس فرانسوی آلفرد بینه ازدواج کرد.

## نام‌گذاری‌ها
- اجسام بالبیانی: ریزدانه‌های سیتوپلاسمی حاوی گروهی از میتوکندری‌ها که در اووسیت اولیه دیده می‌شود.
- حلقهٔ بالبیانی: یک تودهٔ کروموزومی بزرگ که در آن سطح بالایی از رونویسی در حال انجام است.